# Кубок Естонії з футболу 1998—1999
Кубок Естонії з футболу 1998–1999 — 9-й розіграш кубкового футбольного турніру в Естонії. Титул вперше здобула Левадія (Маарду).

## Календар
| Раунд        | Дата                         | Матчі | Клуби   |
| ------------ | ---------------------------- | ----- | ------- |
| Перший раунд | 12-18 серпня 1998            | 9     | 40 → 31 |
| Другий раунд | 25-30 серпня 1998            | 7     | 31 → 24 |
| Третій раунд | 15-18 вересня 1998           | 8     | 24 → 16 |
| 1/8 фіналу   | 11 жовтня - 8 листопада 1998 | 8     | 16 → 8  |
| 1/4 фіналу   | 9-10/24 квітня 1999          | 8     | 8 → 4   |
| 1/2 фіналу   | 8/15 травня 1999             | 4     | 4 → 2   |
| Фінал        | 25 травня 1999               | 1     | 2 → 1   |

## 1/4 фіналу
| Команда 1          | Заг.    | Команда 2            | 1-й матч | 2-й матч |
| ------------------ | ------- | -------------------- | -------- | -------- |
| 9/24 квітня 1999   |         |                      |          |          |
| Маарду             | 1:23    | Левадія (Маарду) (2) | 0:10     | 1:13     |
| 10/24 квітня 1999  |         |                      |          |          |
| Тулевик (Вільянді) | 6:1     | Лелле                | 0:1      | 6:0      |
| Лантана            | 1:7     | Флора                | 0:1      | 1:6      |
| ТВМК               | 2:2 (ч) | Транс (Нарва)        | 0:0      | 2:2      |

## 1/2 фіналу
| Команда 1            | Заг. | Команда 2 | 1-й матч | 2-й матч |
| -------------------- | ---- | --------- | -------- | -------- |
| 8/15 травня 1999     |      |           |          |          |
| Тулевик (Вільянді)   | 6:1  | ТВМК      | 1:0      | 0:0      |
| Левадія (Маарду) (2) | 4:3  | Флора     | 1:1      | 3:2      |

## Фінал
| 25 травня 1999 |

| Левадія (Маарду) (2)                      | 3:2      | Тулевик (Вільянді)       |
| ----------------------------------------- | -------- | ------------------------ |
| О’Коннел-Бронін 17' Гуссєв 52' Крилов 75' | Протокол | Устрицький 15' Аллас 68' |

| Кескстадіон, Валга Глядачів: 500 Арбітр: Юрі Саар |